# روژان (خواننده)
روژان نام سراینده و خواننده موسیقی سنتی ایران است. وی در سنندج کردستان ایران زاده و در کرمانشاه بزرگ شده‌است. وی خواننده کردی کلاسیک است و به زبان‌های کردی و فارسی برنامه اجرا می‌کند. وی آواز را نزد هنگامه اخوان و ارکستر را نزد جلال ذوالفنون و تهمورس پورناظری فرا گرفت. وی از سال ۲۰۰۱ با گروه شمس اجراهایی در سراسر جهان داشته‌است.